# Suvyorgancultuur
De Suvyorgancultuur (Oezbeeks: Suvyorgan madaniyati, Russisch: Суярганская культура, Soejarganskaja koeltoera), ook bekend als de Suyargan- of Suyarganovocultuur was een archeologische cultuur uit de late bronstijd, van het begin van het 2e millennium v.Chr. tot ongeveer 1000 v.Chr. De bevolking van de Suvyorgancultuur woonde bij de Akcha Darya-rivier in de oostelijke Amu Darja-delta, het gebied van het historische Chorasmië. Stanislav Grigorjev (2016) suggereerde dat de Suvyorgancultuur ergens rond 2500-2000 v.Chr. begon. 
In het midden van het 2e millennium v.Chr. leefde de bevolking van de Suvyorgancultuur naast de stammen van de Tazabagyabcultuur. Typisch aardewerk bestond uit vaten met platte bodem, vaak met een rode of oranje kleur, een korte nek, vaak met gekerfde decoraties, en ronde torso. De woningen besloegen een groot gebied, meestal langs de oevers van rivierkanalen.

## Fasen

### Post-Kelteminar
De hoofdactiviteit was jagen en vissen. De woningen hadden een paalconstructie en ovale vorm. De pijlpunten, messen en schrabbers waren van vuursteen en kwartsiet. Het aardewerk had een platte bodem, handgevormd met een verschraling van hout en schelpen.

### Kamyshli
De hoofdactiviteit was irrigatielandbouw. De Kamyshli-fase vormde zich na de migratie van een nieuwe bevolking, geassocieerd met het zuiden en het grondgebied van Turkmenistan (Anau-Namazgacultuur)  en het Hoogland van Iran. 

### Kaunda
De hoofdactiviteit was veeteelt. De werktuigen werden gemaakt van steen en brons. Men gebruikte bronzen sikkels en rugmessen. Het aardewerk werd gepolijst en zorgvuldig bedekt met reliëfornament. Kenmerkend waren de grote rechthoekige woningen van 250×150 m (Kaunda-1). 
De bevolking was in deze fase nauw verbonden met de bevolking Tazabagjabcultuur in het westen.